# Шароши, Бела
Бе́ла Ша́роши (венг. Sárosi Béla; 15 мая 1919, Будапешт — 15 июня 1993, Сарагоса), имя при рождении Бела Стефанчич (серб. Béla Stefancsics) — венгерский футболист и тренер. Играл на позиции полузащитника. Брат другого известного футболиста — Дьёрдя Шароши.

## Карьера
Бела Шароши начал свою карьеру в клубе «Ференцварош». Первоначально все сравнивали Белу с его братом, звездой клуба. Однако Бела не пошёл в атаку, а стал играть на позиции центрального полузащитника. Там он использовал свои сильные черты: высокий рост (почти 2 метра), чтобы бороться с игроками соперника, и сильные удары с обеих ног из-за пределов штрафной. В 1938 году Бела впервые стал чемпионом Венгрии, а спустя несколько месяцев был вызван в сборную страны, которая поехала на чемпионат мира, где стала серебряным призёром. Первый выход на поле Шароши в составе сборной состоялся 16 марта 1939 года в игре со сборной Франции, завершившейся вничью 2:2. 7 апреля 1940 года Шароши забил свой первый и единственный мяч за сборную, поразив ворота Германии ударом с 28 метров. Последний матч за национальную команду Шароши провёл 30 сентября 1945 года с Румынией. А спустя год, 6 июля 1946 года, он провёл последний матч за «Ференцварош», после чего самостоятельно, с женой, пересёк австро-венгерскую границу и оттуда уехал в Италию.
В Италии Шароши подписал контракт с «Болоньей». Он дебютировал в её составе 17 ноября 1946 года в матче с «Лацио», который завершился победой «Болоньи» 3:1. Шароши провёл в «Болонье» 3 сезона, сыграв в 77 матчах и забив 4 гола. После этого он перешёл в «Бари», там он отыграл 1 сезон и любительской команде «Хунгария», составленной из беженцев из социалистических стран. Затем играл в колумбийском «Хуниор», в «Порту», клубе «Реал Сарагоса» и «Лугано», а завершил карьеру в клубе «Мильонариос» в 1955 году.
Завершив карьеру игрока, Шароши начал тренерскую карьеру. В 1955 году он возглавил клуб «Базель» и проработал с этой командой два сезона. Затем он тренировал немецкие «Регенсбург» и «Алеманнию» (с июля 1958 по октябрь 1959 года). Позже он проработал сезон в бельгийском клубе «Беерсхот», а оттуда ушёл в «Барселону», где работал ассистентом Ладислао Кубалы. Последним клубом в тренерской профессии Шароши стал «Реал Сарагоса».

## Достижения
- Чемпион Венгрии: 1938, 1940, 1941
- Обладатель Кубка Венгрии: 1943, 1944